# Agabus congener
Agabus congener es una especie de escarabajo del género Agabus, familia Dytiscidae. Fue descrita científicamente por Thunberg en 1794.
Se puede encontrar en pequeños estanques ácidos o pantanos mesotróficos. Esta especie fue identificada en muestras de sedimentos orgánicos recuperados junto con huesos de mamut que fueron excavados en Niederweningen, Suiza. La presencia de esta y muchas otras especies de insectos indica que los sedimentos se formaron en un pantano ácido lleno de juncos con estanques musgosos poco profundos.

## Distribución geográfica
Es una especie de escarabajo depredador nativo del Paleártico (incluida Europa) y el Cercano Oriente. En Europa, solo se encuentra en Andorra, Austria, Bielorrusia, Bélgica, Gran Bretaña incluyendo Shetland, Orcadas, Hébridas e isla de Man, Bulgaria, Croacia, República Checa, Dinamarca continental, Estonia, Finlandia, Francia continental, Alemania, Grecia continental, República de Irlanda, Italia continental, Kaliningrado, Letonia, Lituania, Irlanda del Norte, Macedonia del Norte, Noruega continental, Polonia, Rusia, Cerdeña, Eslovaquia, España continental, Suecia, Suiza, Países Bajos y Ucrania.

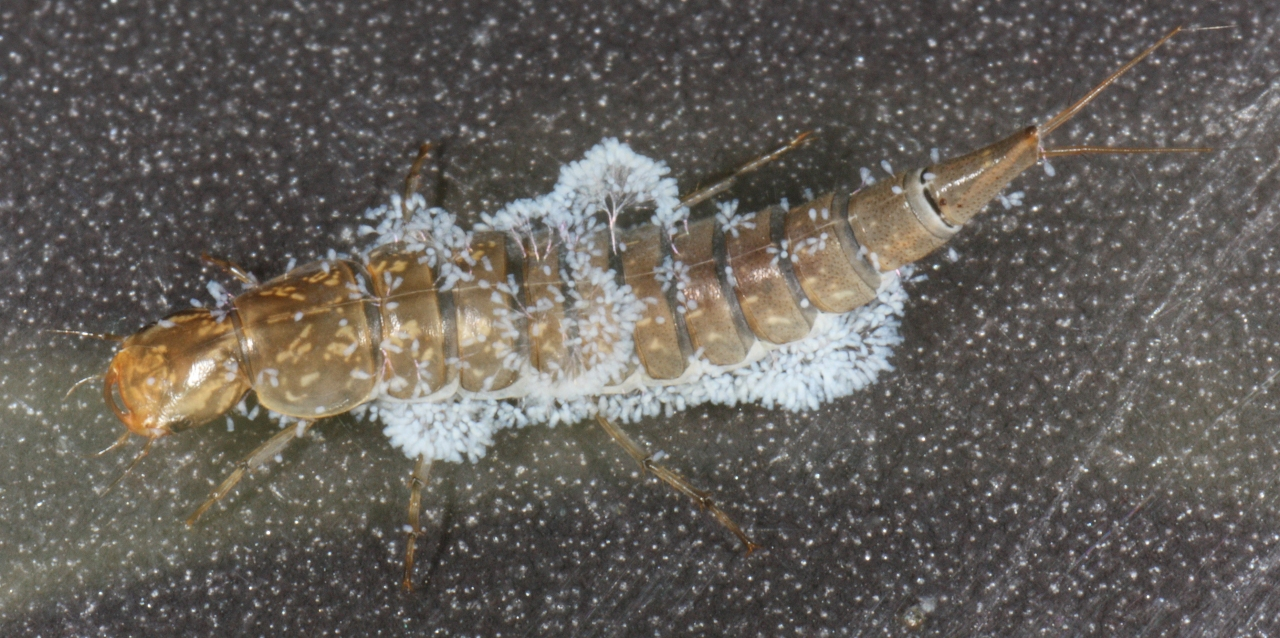
Larva atacada por hongos